# Cophura sundra
Cophura sundra är en tvåvingeart som beskrevs av Pritchard 1943. Cophura sundra ingår i släktet Cophura och familjen rovflugor.
Artens utbredningsområde är Ecuador. Inga underarter finns listade i Catalogue of Life.